# 龙眼口遗址
龙眼口遗址，位于中华人民共和国青海省大通回族土族自治县朔北乡菜子口村，为青海省市县级文物保护单位，公布日期为1987年7月24日，类型为古遗址。
龙眼口遗址的历史年代为青铜时代。